# اوک دیل (کالیفرنیا)
اوک دیل (به انگلیسی: Oakdale) شهری در شهرستان استانیسلاس، کالیفرنیا ایالت کالیفرنیا است که در سرشماری سال ۲۰۱۰ میلادی، ۲۰۶۷۵ نفر جمعیت داشته است.